# Бене-Ваджиенна
Бене-Ваджиенна (итал. Bene Vagienna) — коммуна в Италии, располагается в регионе Пьемонт, в провинции Кунео.
Население составляет 3483 человека (2008 г.), плотность населения составляет 73 чел./км². Занимает площадь 48 км². Почтовый индекс — 12041. Телефонный код — 0172.
Покровителем коммуны почитается святой Готтард. Праздник ежегодно празднуется 4 мая.

## Демография
Динамика населения:

## Известные уроженцы
- Ботеро, Джованни (1533—1613) — итальянский политический писатель, специалист в области политической географии, юрист, путешественник, деятель Контрреформации, иезуит

## Администрация коммуны
- Официальный сайт: http://www.benevagienna.it/